# Anna Bornemisza

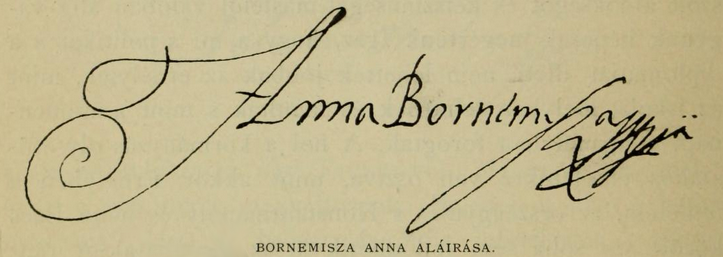
Handtekening van Anna Bornemisza

Anna Bornemisza de Berhida et Petrilin (rond 1630 -  Ebesfalva, 5 augustus 1688) was een Hongaarse edelvrouw en echtgenote van de Zevenburgse vorst Michaël I Apafi. Haar kookboek uit 1680 en een bewaard boek met de uitgaven van haar huishouden worden als interessante bronnen voor de Hongaarse (literaire) geschiedenis beschouwd. Als vorstin van Zevenburgen oefende ze een diepgaande en erkende invloed uit op de staatsaangelegenheden. 
Bornemisza was de dochter van een kapitein, Pál Bornemizsa, en bracht haar jeugd door in Jenő en Munkács. In 1653 trad ze in het huwelijk met Michaël I Apafi. Toen haar echtgenoot in 1657 werd gevangengenomen verzamelde ze in de loop van 3 jaar 12.000 paarden als losgeld. Ze was zeer invloedrijk op politiek vlak en had 14 kinderen, waarvan slechts één jongen, Michaël II Apafi, het tot volwassen leeftijd bracht.